# Ramón Ferreñac
Ramón Ferreñac ([,,,?] 1763 - Possiblement Saragossa el 8 de desembre de 1832), fou organista i compositor de música clàssica aragonès.

## Biografia
Fill de Manuel Ferreñac, fagotista i entonador de l'orgue de la Basílica del Pilar de Saragossa, se suposa que s'educà musicalment en el col·legi d'infants del Pilar, on, a més el seu pare era professor. Inicià la seva carrera musical com a mestre de capella i organista de la catedral d'Osca. El 15 de desembre de 1785 fou nomenat mestre de capella del Pilar de Saragossa, va compondre nombroses composicions del gènere religiós i una de caràcter didàctic titulada Llave de la modulación extraña, més un quadern d'exercicis per a orgue. Un any després va anunciar que el capítol de la catedral de Jaén li havia nomenat mestre de capella, per fer pressió. En conseqüència se li va oferir el lloc i la dotació de 170 sous del primer organista, després de la jubilació del seu titular Tomàs o Joaquín Soriano. No hi ha moltes més notícies seves fins a la seva mort, a part que va peritar l'òrgan de l'església de Sant Pau de Saragossa i va inaugurar l'orgue de la catedral de Calahorra.
Les seves composicions són molt elogiades tant per la seva solida tècnica com per la seva inspiració.

## Obra
Ferreñac és autor de dos tractats de música, el conegut Método teórico-práctico para aprender a acompañar con el bajo numerado y sin numerar y el Llave de la modulación extraña.
Ha estat elogiat pels seus sonates a dos i quatre mans per musicòlegs de la talla d'Antonio Lozano i Felipe Pedrell. Segons l'opinió d'Hilarión Eslava, va ser el fundador d' "una prestigiosa escola organística a Saragossa". Per a González Valle, «les composicions que es conserven d'aquest mestre són autògrafes. Al costat de les seves composicions per a orgue en estil contrapuntístic, es troben altres, en major nombre, d'estructura formal i melòdica totalment modernes, com els seus sonates per a orgue a quatre mans. Els temes d'aquestes composicions modernes estan inspirats en melodies i aires de gust popular regional. La majoria de les seves sonates estan treballades formal i temàticament com a veritables simfonies clàssiques». Les seves obres reflecteixen una gran formació acadèmica. Va compondre sonates per a orgue a quatre mans que són considerades úniques en el seu gènere. A aquestes obres cal unir les composicions per a dos òrgans, els dos grups formen una música plenament incorporada al seu temps, classicista, inspirada en melodies i aires populars regionals.
Un segon grup d'obres les representen les realitzades per a orgue, que són més aviat barroques, imitatives i repetitives, d'un estil sever i tradicional.
La majoria de les seves composicions es conserven a l'Arxiu de la Catedral de Saragossa. Va escriure sobretot obres per a orgue: Sonata en Sol Major, Sonata per a orgue de 8è to, Sonata de dos òrgans per a la festivitat de la Mare de Déu del Pilar, Sonata de quatre mans per a orgue, i també algunes peces de caràcter religiós per a veus i orquestra com la Missa Pastorela, Alleluia Beatus Vir, Miserere mei Deus.
El manuscrit conservat a l'Arxiu de Música de les Catedrals de Saragossa, totalment dedicat a composicions de Ferreñac té 278 pàgines. Hi ha dos grans grups dins la seva obra: un el constitueixen íntegrament obres en estil imitatiu, sever tradicional, aferrat a el món del barroc. Formalment es correspon amb tota la col·lecció de partits, versos, passos, plens. Lozano, que es referirà a ell com «un dels més aclarits del seu temps», aboca els seus màxims elogis sobre aquest grup. El segon, plenament incorporat en el progrés (classicisme), correspon a les sonates a quatre mans i a les peces per a dos òrgans.